# Sopronhorpács, Győr-Moson-Sopron
Sopronhorpács  este un sat în districtul Sopron, județul Győr-Moson-Sopron, Ungaria, având o populație de 840 de locuitori (2011). 

## Demografie
Componența etnică a satului Sopronhorpács
     Maghiari (93,07%)
     Croați (3,15%)
     Germani (2,64%)
     Alții (1,13%)
Componența confesională a satului Sopronhorpács
     Romano-catolici (73,69%)
     Fără religie (3,81%)
     Luterani (1,55%)
     Reformați (1,19%)
     Necunoscută (19,76%)
Conform recensământului din 2011, satul Sopronhorpács avea 840 de locuitori. Din punct de vedere etnic, majoritatea locuitorilor (93,07%) erau maghiari, existând și minorități de croați (3,15%) și germani (2,64%).  Din punct de vedere confesional, majoritatea locuitorilor (73,69%) erau romano-catolici, existând și minorități de persoane fără religie (3,81%), luterani (1,55%) și reformați (1,19%). Pentru 19,76% din locuitori nu este cunoscută apartenența confesională.